# Race of Champions 1974
GP précédent GP suivant
La Race of Champions 1974 (IX Race of Champions), disputée le 17 mars 1974 sur le tracé de Brands Hatch en Angleterre est la neuvième édition de cette épreuve. Course hors-championnat du monde de Formule 1, elle est également ouverte aux monoplaces de Formule 5000. La course est remportée par Jacky Ickx. 16 pilotes de F5000 et 16 pilotes de F1 étaient présents au départ.

## Course
| Pos. | Pilote             | Écurie            | Tours | Temps/Abandon         |
| ---- | ------------------ | ----------------- | ----- | --------------------- |
| 1    | Jacky Ickx         | Lotus-Ford        | 40    | 1 h 03 min 37 s 6     |
| 2    | Niki Lauda         | Ferrari           | 40    | + 1 s 5               |
| 3    | Emerson Fittipaldi | McLaren-Ford      | 40    | + 18 s 3              |
| 4    | Mike Hailwood      | McLaren-Ford      | 40    | + 1 min 18 s 9        |
| 5    | Clay Regazzoni     | Ferrari           | 40    | + 1 min 26 s 5        |
| 6    | Peter Revson       | Shadow-Ford       | 39    | + 1 tour              |
| 7    | Henri Pescarolo    | BRM               | 38    | + 2 tours             |
| 8    | Ian Ashley         | Lola-Chevrolet    | 38    | + 2 tours             |
| 9    | Steve Thompson     | Chevron-Chevrolet | 37    | + 3 tours             |
| 10   | Peter Gethin       | Chevron-Chevrolet | 37    | + 3 tours             |
| 11   | Clive Santo        | Lola-Chevrolet    | 37    | + 3 tours             |
| 12   | Richard Robarts    | Brabham-Ford      | 36    | + 4 tours             |
| Nc.  | Denny Hulme        | McLaren-Ford      | 35    | Non classé            |
| Nc.  | Lella Lombardi     | Lola-Chevrolet    |       | Non classé            |
| Nc.  | John Nicholson     | Lyncar-Ford       |       | Non classé            |
| Nc.  | Graham Hill        | Lola-Ford         |       | Non classé            |
| Abd. | Tony Dean          | Chevron-Chevrolet | 38    | Accident              |
| Abd. | Damien Magee       | Lola-Chevrolet    | 28    | Tenue de route        |
| Abd. | Carlos Reutemann   | Brabham-Ford      | 19    | Accident              |
| Abd. | James Hunt         | Hesketh-Ford      | 4     | Accident              |
| Abd. | Teddy Pilette      | Chevron-Chevrolet | 1     | Sortie de piste       |
| Abd. | Mike Wilds         | March-Chevrolet   | 1     | Accident avec Pilette |
| Np.  | Jochen Mass        | Surtees-Ford      |       | Accident aux essais   |
| Np.  | Jean-Pierre Jarier | Shadow-Ford       |       | Accident aux essais   |
| Np.  | Rikky von Opel     | Ensign-Ford       |       | Tenue de route        |
| Np.  | Brian Redman       | Lola-Chevrolet    |       |                       |
| Np.  | Guy Edwards        | Lola-Chevrolet    |       |                       |
| Np.  | Vern Schuppan      | Trojan-Chevrolet  |       |                       |
| Np.  | Keith Holland      | Trojan-Chevrolet  |       |                       |
| Nq.  | Patrick Sumner     | Trojan-Chevrolet  |       |                       |
| Nq.  | Brian Robinson     | McLaren-Chevrolet |       |                       |
| Nq.  | Allan Kayes        | McLaren-Chevrolet |       |                       |

Sur fond bleu, les pilotes en catégorie Formule 5000.

## Pole position et record du tour
- Pole position :  James Hunt (Hesketh-Ford) en 1 min 21 s 5 (vitesse moyenne : 189,313 km/h)
- Meilleur tour en course :  Jacky Ickx (Lotus-Ford) en 1 min 33 s 8